# N-glicosilación
La N-glicosilación consiste en la adición en un residuo de asparagina de una proteína de una cadena de oligosacáridos de complejidad variable. Es un proceso conservado que implica la participación de numerosos componentes y que da lugar a una gran variedad de estructuras finales.

## Generalidades
1. Proteínas presentan secuencia consenso de N glicosilación: necesaria pero no suficiente. En general esta secuencia  suele ser –N-X-S/T (X no puede ser prolina).
2. Precursor lipídico en el que se pre-ensambla un core, evolutivamente conservado, compuesto por 14 sacáridos: (Glc)3(Man)9(GlcNAc)2.
3. OST (oligo sacaril transferasa): complejo proteico encargado de transferir el core desde el precursor lipídico a un residuo de asparragina de la secuencia consenso de la proteína. Esta transferencia tiene lugar en el lumen de RER mientras la proteína está siendo sintetizada y, por tanto, antes de plegarse. La N-glicosilación supone, por tanto, una modificación cotraduccional.
4. Procesamiento del core: se inicia en el RE y culmina en el AG. Consiste en la eliminación  de todos los residuos de glucosa y  varios de manosa.
5. Elongación de la porción glucídica: tiene lugar en el AG. Una vez terminada la proteína es transportada a su destino final.

## Secuencia consenso de N glicosilación
La adición de la porción glicana a una glicoproteína no se realiza sobre cualquiera aminoácido, sino que está dirigida a unas secuencias concretas, las denominadas secuencias consenso. En N-glicosilación estás secuencias están más conservadas que en O-glicosilacion.
La secuencia consenso más representativa para N-glicosilación está compuesta por –N-X(excepto P)-S/T, donde la N es el residuo donde se incorporará el core tetradecascárido. No obstante, a pesar de ser la secuencia consenso mayoritaria no es la única existente ya que de forma reciente se han descritos N-glicosilaciones en el residuo N de las secuencias –N-G- , -N-X-C y  -N-X-V. Todas estas secuencias suelen encontrarse ubicadas en giros y loops lo que los hace accesibles para la transferencia del core por parte del complejo OST.
La aproximación experimental que se siguió para postular estas nuevas secuencias consistió en mapear de 6367 sitios de glicosilación. En primer lugar se purificaron péptidos glicosilados gracias a columnas de afinidad que contenían diversos tipos de lectinas (proteínas de unión a sacáridos de la porción glicana). Posteriormente se procedió a la separación de las parte proteínas y glicana digiriendo con la enzima PNGase F y finalmente analizando los péptidos con espectrometría de masas.
El punto clave de este estudio se encuentra en la digestión realizada con PNGase F. Esta enzima corta de forma específica en el enlace que une el residuo de Asn con la parte glicídica. Este corte  resulta en la modificación de Asn, que pasa a Asp.
Esta digestión se realizó  tanto con agua 18 O (pesada) como sin ella. La digestión en presencia de este tipo de agua, suponía la incorporación de átomos de oxígenos pesados, que en el análisis por espectometría de masas resultaban en un incremento de 2.9 Da, permitiendo identificar los residuos que habían sido procesados por la PNGase, es decir, aquellos que estaban modificados. Adicionalmente también permitía diferenciar los residuos que habían sido digeridos de aquellos que se habían desaminado de forma espontánea.  

## Precursor lipídico
Tanto en eucariotas como procariotas presentan un precursor lipídico sobre el que se ensambla de forma secuencial una estructura oligosacárida conservada (core) que constituye la porción glicana que se traspasa en primer lugar al sitio de glicosilación.
En procariotas este precursor se denomina poliprenol y en eucariotas dolicol. Ambas moléculas están compuestas por la condensación de una molécula de farnesilo pirofosfato con un número variables de moléculas de IPP (isopentenil difosfato). Las moléculas de IPP se pueden incorporar tanto en cis (m) como en trans (n). Evolutivamente, el número de moléculas en cis es muy variable (desde 8 en bacterias hasta 37 en algunas plantas, el hombre tiene entre 14 y 17) mientras que las moléculas en trans se ha mantenido constantes (2  ó 3). La única diferencia estructural existente entre el poliprenol y el dolicol es la α-saturación del carbono 3 (esencial en eucariontes superiores).

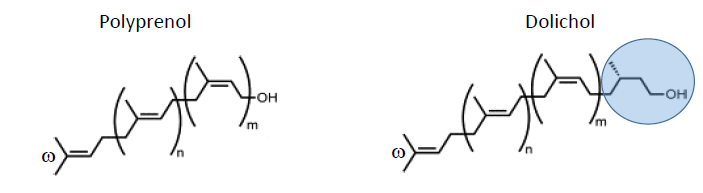
Estructuras del dolicol y poliprenol

Existen varias fuentes de dolicol fosfato:
- Vía del mevalonato: esta ruta culmina en la síntesis de farnesil PP, molécula precursora de otras muchas de gran interés biológico: coleterol, grupo hemo, ubiquinonas… y dolicol. A partir del farnsilo, y por condensación con varias moléculas de IPP se consigue generar poliprenol pirofostato. La acción de la α-saturasa consigue generar dolicol a partir de poliprenol.
- Regeneración a partir del dolicol PP: se considera la ruta más importante. El dolicol PP se genera tras la transferencia del core por parte de la OST. La acción de una pirofosfatasa produce el dolicol P.
- Liberación tras la transferencia de monosacáridos: como dol-P-Man o dol-P-Glc, empleados en otros procesos.

## Síntesis del core

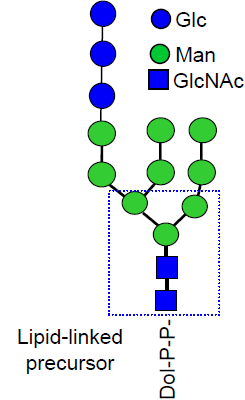
Estructura del core

La síntesis del tetradecasacárido se realiza asociada a la membrana del RE. Los primeros pasos tienen lugar en la cara citoplasmática de este orgánulo.
1. Dolicol en membrana de RE. Acción de la quinasa  para generar dolicol P.
2. Acción secuencia de las diversas proteínas ALG (asparagin linked glycosylation). Se añaden los dos residuos de GlcNAc y  de los residuos del 1 al 5 de manosa.
3. La acción de una flipasa transporta al dolicol y los residuos unidos al lumen del RE, donde prosigue la síntesis.
4. De nuevo, la acción de otros miembros de las ALG añaden 4 residuos de manosa más y finalmente los tres residuos de glucosa unidos a la monosa 5.

Un aspecto relevante para la síntesis tanto del core como de los posteriores de glicosilación que tienen lugar en el AG es el transporte de azúcares. El mecanismo general de transporte se basa en el antiporte del nucléotido azúcar difosfato con sus respectivo nucleótido monofosfato (generado por la acción de la nucleótido difosfatasa una vez el azúcar ha sido transferido).
Transferencia del core
Una vez ha concluido en el lumen del RE la síntesis del core, unido al dolicol, se produce las transferencia de este oligosacárido a una proteína naciente. El encargado de realizar esta tarea es el complejo de la oligosacaril transferasa (OST complex). Este complejo, compuesto de 9 subunidades, se asocia al complejo del transalocón, encargado del transporte de la proteína naciente al lumen del RE. Además, el complejo OST rastrea la proteínas en busca de sitios potenciales de glicosilación (secuencias consenso), y una vez localizado cataliza la transferencia del tetradecasacárido al residuo de Asn pertinente.
De este modo, se genera una proteína que lleva unida en cada uno de sus sitios de glicosilación la misma estructura. Posteriormente se procede a procesar esta estructura.

## Procesamiento y control de calidad en el RE
El procesamiento del core se inicia con la eliminación de los tres residuos de glucosa. Esta tarea es realizada por dos glucosidadas GI y GII. La GI elimina la glucosa más externa y actúa a los pocos segundos tras las transferencia del core a la proteína por parte del complejo OST. La GII actúa dos veces, para eliminar la glucosa 1 y 2 (no elimina ambas en una única reacción) , pero a diferencia de GI, GII cataliza sus reacciones una vez terminada la síntesis de la proteína, es decir, con un margen de algunos minutos respecto a GI.
La eliminación de los residuos de glucosa es un proceso regulado, ya que forma parte del mecanismos celular de control de la calidad de proteínas:

### Control de calidad[3]
El control de calidad es mecanismo que permite discernir si el plegamiento de una proteína es el adecuado. En el caso de una proteína bien plegada, se permite que siga su procesamiento en otros orgánulos, mientras que si no está bien plegada, esta proteína entra en ciclos de asociación con otras proteínas para intentar plegarse correctamente.
Una vez se ha eliminado las glucosas 3 y 2 (acción de GI y GII, respectivamente), se permite la asociación del polipéptido desplegado con las chaperonas calnexina/calcirreticulina. Estas proteínas interaccionan a su vez con proteínas de la familia PDI (protein disulfide isomerase, muy abundante en el lumen del RE). La asociación del polipéptido con estas proteínas impide su interacción con otros polipéptidos, evitándose la formación de agregados, y además, permite  su maduración gracias, entre otros, a la generación de puentes disulfuro por PDIs, que constituyen un factor limitante en las reacciones de plegamiento.  
La disociación de la proteína, que ya ha adquirido su conformación nativa, de calnexina/calcirreticulina permite que GII elimina el tercer y último residuo de glucosa. Es ahora cuando es necesario discriminar si la conformación de las proteínas es la correcta o si es un plegamiento aberrante. En este último caso la proteína UGT transferirá una nueva glucosa permitiendo la reasociación con las chaperonas. Entramos, por tanto, en un ciclo de deglicosilación (por GII) y de reglicosilación (por UGT) para permitir que la proteína mal plegada adquiera su conformación nativa. La eliminación de residuos de manosa del core, acelerados por las proteínas de la familia EDEM, de N glicanos finaliza la fase de maduración (ciclos de glicosilación) e inicia una serie de eventos que culminan con el transporte de los polipétidos desplegado al citosol donde serán degradados.